# Vârfuri, Dâmbovița

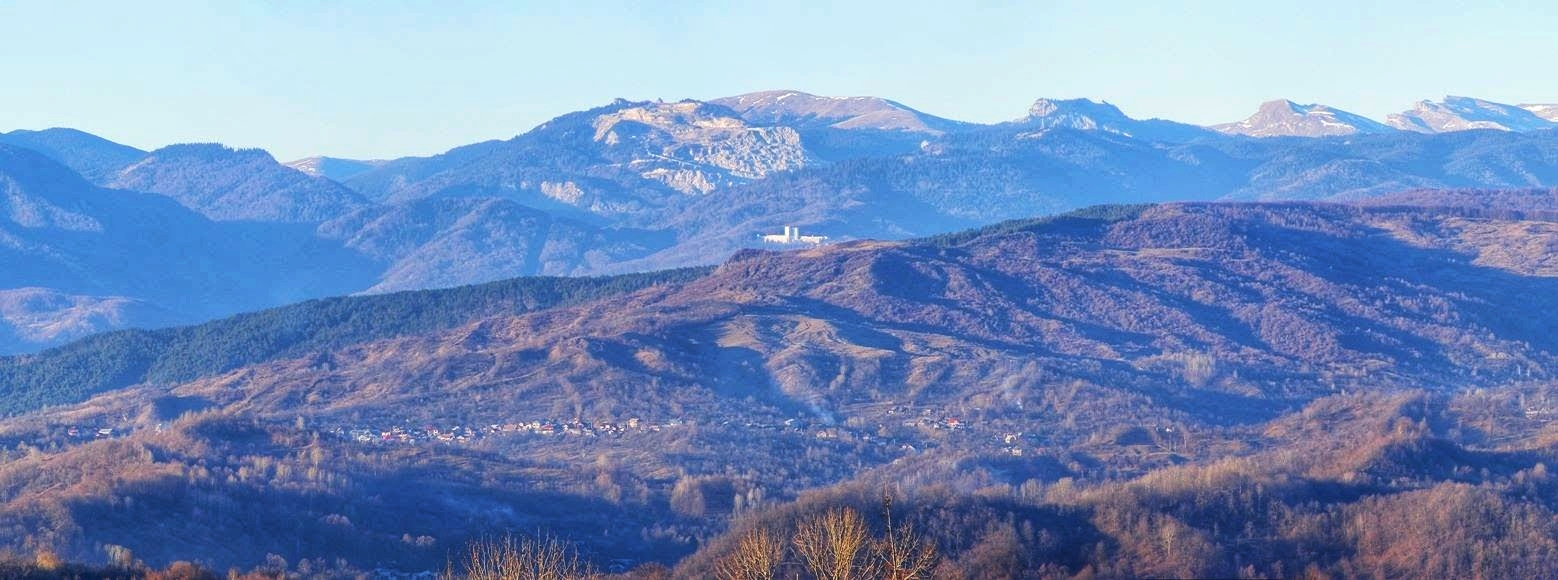
Vedere spre Lespezi si Sanatoriu

Vârfuri este satul de reședință al comunei cu același nume din județul Dâmbovița, Muntenia, România. Se află în partea de sud-est a județului.

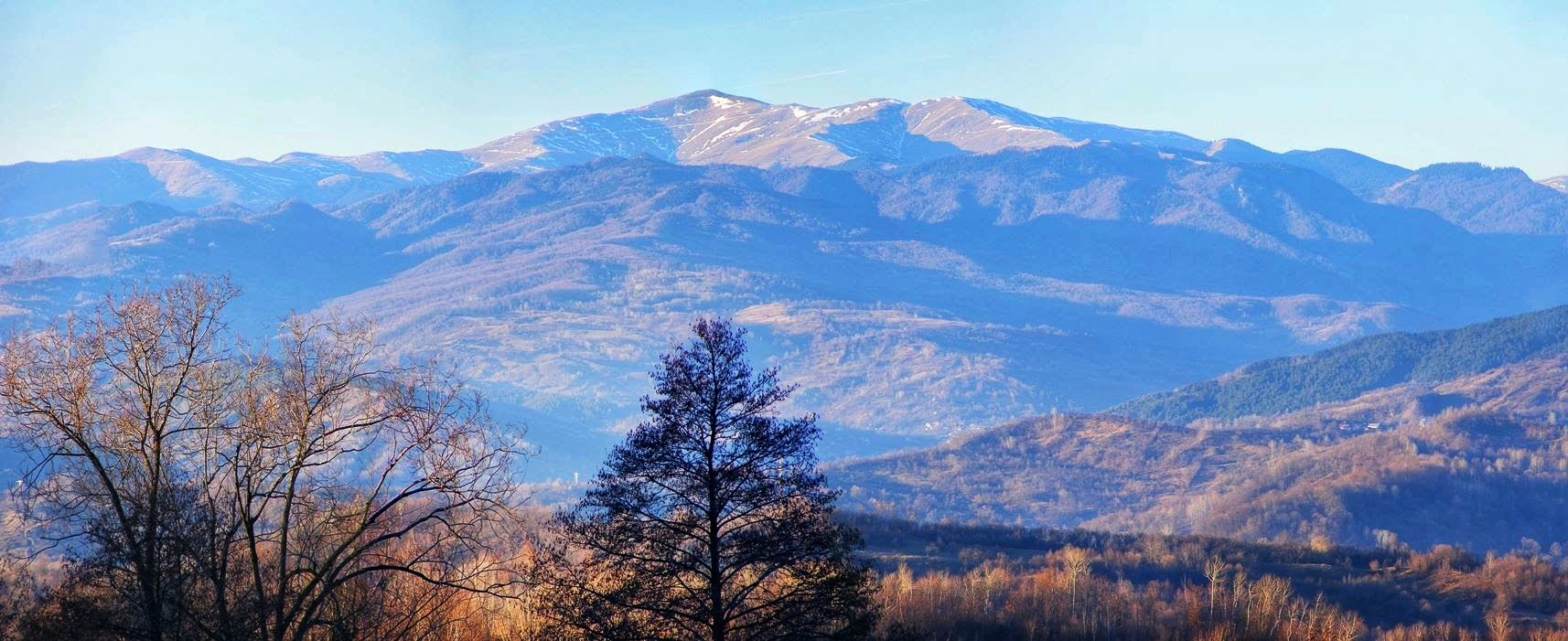
Vedere spre Muntii Leaota

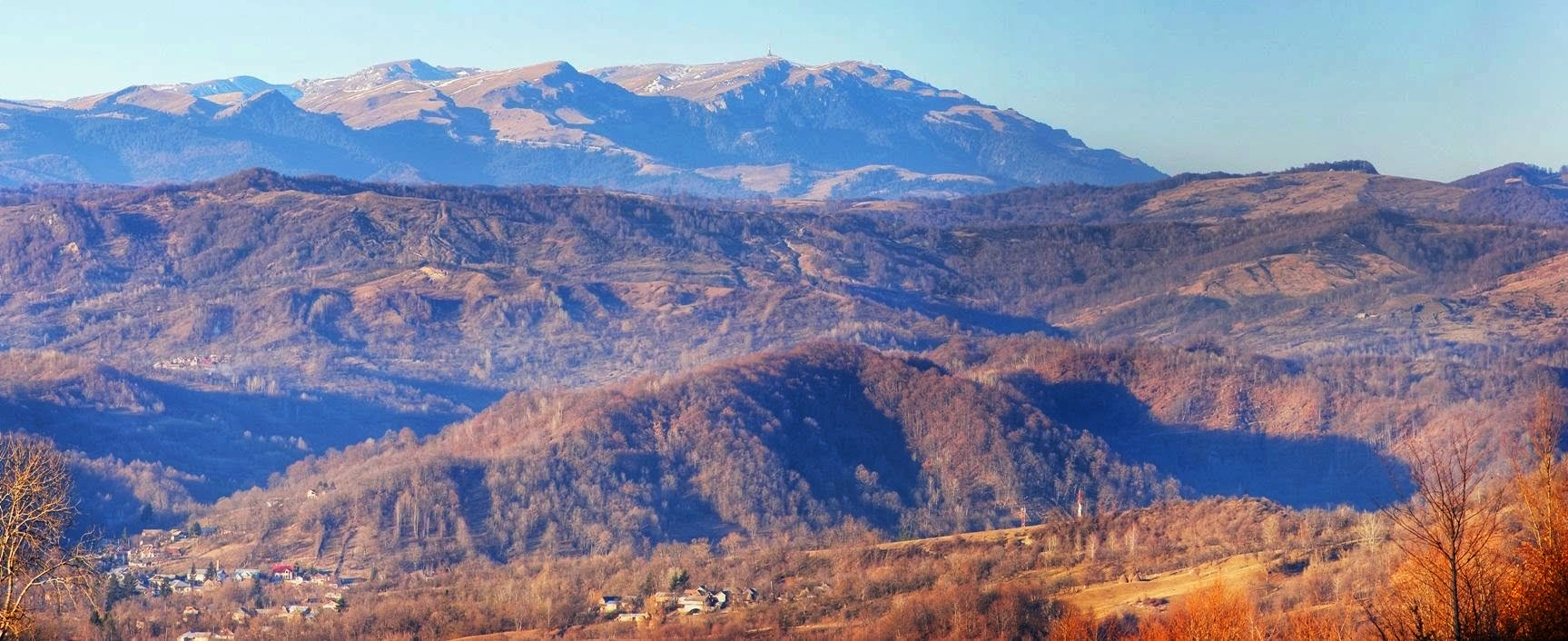
Vedere spre Muntii Bucegi